# Kadavagere, Hosadurga
Kadavagere là một làng thuộc tehsil Hosadurga, huyện Chitradurga, bang Karnataka, Ấn Độ.